# Jan Chorosiński
Jan Chorosiński (ur. 5 listopada 1908 w Siennie, zm. 6 lipca 1997) – polski folklorysta, zbieracz oraz popularyzator pieśni powstańczych i ludowych, kompozytor, działacz muzyczny i śpiewacki.

## Życiorys
Urodził się w rodzinie o tradycjach patriotycznych. Jego rodzicami byli Bolesław Teofil i Ewa z Niedzielów. W dzieciństwie zdradzał umiejętności muzyczne, uczył się gry na skrzypcach i fortepianie. Ojciec zainteresował go dorobkiem Oskara Kolberga. Latem 1914 rodzina została wywieziona w głąb Rosji i powróciła do Sienna jesienią 1915. Po 1918 ukończył szkołę powszechną, a w 1924 rozpoczął naukę w Państwowym Seminarium Nauczycielskim w Solcu nad Wisłą, gdzie należał do orkiestr i chóru. W tych latach rozpoczął zbieranie i gromadzenie polskich pieśni historycznych. Do 1930 zapisał około tysiąc takich utworów związanych z powstaniem styczniowym i około trzysta piosenek ludowych, głównie z Sandomierskiego, a także informacje biograficzne o twórcach z Krakowskiego, Lubelskiego i Podlasia. Dalsze pieśni zebrał podczas pobytu w wojsku, w podpoznańskim Biedrusku. Dotyczyły one m.in. bitew pod Ignacewem, Raszkowem i Nową Wsią.
Po zakończeniu służby zatrudnił się jako nauczyciel kolejno w Wodzisławiu, Desznie i Jędrzejowie. W tej ostatniej lokalizacji prowadził chór dziecięcy na 350 osób. W 1932 i 1938 uczęszczał do Muzycznego Ogniska Wakacyjnego przy Liceum Krzemienieckim. Poznał tam m.in. metodykę zapisywania pieśni na fonografie. W latach 1934–1937 studiował pedagogikę na Uniwersytecie Warszawskim. W 1936 obronił dyplom na Wydziale Pedagogicznym i Teorii Muzyki Konserwatorium Muzycznego w Krakowie. W trakcie studiów zebrał dalsze 90 pieśni z powstania styczniowego i ponad sto zapisów ludowych utworów instrumentalnych.
Od stycznia 1938 pracował w Łukowie, jako nauczyciel muzyki Państwowego Gimnazjum i Liceum im. Tadeusza Kościuszki. Wraz z młodzieżą prowadził prace terenowe nad lokalnymi pieśniami ludowymi. Po napaści Niemców na Polskę zajął się ratowaniem i zabezpieczaniem instrumentów muzycznych i księgozbioru. Otrzymawszy nakaz opuszczenia Łukowa, powrócił do Sienna w listopadzie 1939. Nadal prowadził ograniczone prace badawcze. Założył we wsi prawdopodobnie pierwsze w okupowanej Polsce tajne, młodzieżowe Wiejskie Ognisko Muzyczne (zaczynał od 15 osób, by pod koniec wojny osiągnąć liczbę 68 uczestników). Od połowy stycznia 1945 kontynuował tę działalność legalnie.
Jesienią 1946 przeprowadził się do Łodzi, gdzie został kierownikiem Referatu Teatru i Muzyki w Wojewódzkim Wydziale Kultury i Sztuki, jak również w Ludowym Instytucie Muzycznym, którego był współzałożycielem (inicjatorem był prof. Józef Karol Lasocki). Był też współorganizatorem czasopisma instytutu – Poradnika Muzycznego. Ukończył w Łodzi, uzyskując dyplom instruktora teatrów amatorskich, Wydział Reżyserii Państwowej Wyższej Szkoły Teatralnej. W lutym 1948 przeniósł się do Warszawy, gdzie pracował w Zarządzie Głównym Związku Młodzieży Wiejskiej „Wici”. Do przejścia na emeryturę był wykładowcą Wyższej Szkoły Muzycznej w Warszawie i w warszawskim Studium Nauczycielskim. W latach 50. XX wieku wziął udział w ogólnopolskiej Akcji Zbierania Folkloru Muzycznego (był kierownikiem kieleckiej ekipy tej akcji). Opracował Wytyczne dla zbieraczy folkloru muzycznego w regionie kieleckim. W 1972 sporządził spis swojego dorobku naukowego i publicystycznego. Za swą działalność otrzymał Krzyż Kawalerski i Krzyż Oficerski Orderu Odrodzenia Polski, Krzyż Grunwaldu, Zasłużony Działacz Kultury, Zasłużony Nauczyciel.

## Dorobek

### Prace
Na własny użytek opracował klasyfikację pieśni powstańczych. Stworzył następujące prace, z których nie wszystkie znalazły wydawcę:

- Muzyka kapelowa ludu polskiego (siedem tomów, 2000 melodii), przed 1939, zaginęła podczas walk o Warszawę,
- Pieśni i muzyka ludu polskiego (18 teczek, 12.836 pozycji), 1937, zaginęła podczas walk o Warszawę,
- Zwyczaje i obrzędy całoroczne ludu polskiego (5 tomów), przed 1939, zaginęła podczas bombardowania Sienna w 1944,
- Melodie taneczne Powiśla, 1949, 1953, w oparciu o materiały przedwojenne,
- Pieśni pracy ludu kieleckiego, 1955, w oparciu o materiały przedwojenne,
- Życie i praca ludu Ziemi Kieleckiej w pieśni,
- O pieśni i muzyce Ziemi Kieleckiej,
- Rzemiosło w pieśni ludowej Ziemi Radomskiej,
- Rzemiosła i pieśni ludu polskiego,
- O praktyce wykonawczej polskiej pieśni ludowej (cztery tomy),
- Wesele kieleckie,
- Wesele jędrzejowskie
- Wesele iłżeckie
- Wesele opatowskie,
- Muzyka Ziemi Kieleckiej (trzy tomy),
- Pieśni zawodowe (dwa tomy),
- Pieśni historyczne,
- Pieśni pracy w przekroju całorocznym
- Pieśni Śląska Górnego (tysiąc pozycji),
- Pieśni ludowe znad Odry,
- Pieśni i muzyka puszczy,
- Pieśni i muzyka ludu polskiego (osiem tomów),
- Kapele ludowe i ich rola w umuzykalnieniu środowiska,
- Problemy tonalne polskiej pieśni ludowej,
- O ludowych formach instrumentalnych,
- Cytaty folkloru muzycznego w mazurkach F. Chopina,
- O inscenizowaniu pieśni i jej roli w życiu dzieci i młodzieży[1].

### Utwory muzyczne
Do jego własnej twórczości muzycznej należały m.in.:
- Echa Grunwaldu (utwór na chór mieszany sześciogłosowy z okazji tysiąclecia państwa polskiego),
- Gdynia (utwór na chór mieszany sześciogłosowy i fortepian),
- Na sztandarze naszym (pieśń związkowa Związku Młodzieży Socjalistycznej),
- Pieśń o SN-ie,
- Z biegiem Wisły (partytura na orkiestrę smyczkową i chór),
- Z muzyką przez wieś (partytura na orkiestrę smyczkową i chór),
- Pory roku (śpiewnik dla szkół ogólnokształcących)[1].